# هكسان-2-ول
هكسان-2-ول هو كحول دهني ذو ستة ذرات كربون، صيغته الجزيئية هي C6H14O.